# NGC 7750
NGC 7750 is een balkspiraalstelsel in het sterrenbeeld Vissen. Het hemelobject werd op 30 augustus 1785 ontdekt door de Duits-Britse astronoom William Herschel.

## TX Piscium (19 Piscium)
Het stelsel NGC 7750 bevindt zich, vanaf de aarde gezien, ongeveer een halve graad ten noorden van de koele koolstofster TX Piscium (19 Piscium). Amateurastronomen, gewapend met telescopen, kunnen de opmerkelijk oranjekleurige TX Piscium aanwenden als gidsster om op zoek te gaan naar NGC 7750.

## Synoniemen
- UGC 12777
- MCG 1-60-34
- ZWG 381.43
- ZWG 407.56
- IRAS 23440+0331
- PGC 72367